# 萊克斯 (明尼蘇達州)
萊克斯（英語：The Lakes）是位於美國明尼蘇達州莫雷縣萊克薩拉鎮區、梅森鎮區、莫雷鎮區及謝特克鎮區的一個普查規定居民點。

## 人口
根據2020年美國人口普查的數據，萊克斯的面積為112.55平方千米，當中陸地面積為87.28平方千米，而水域面積為25.27平方千米。當地共有人口590人，而人口密度為每平方千米5.24人。